# Amalrik z Bène
Amalrik z Bène, též Amalrik nebo Amalrich z Beny, Amalricus, Amaury de Bennes či Amaury de Chartres (1150–1206) byl francouzský teolog, magistr na fakultě svobodných umění v Paříži. Boha podle všeho ztotožnil s přírodou, byť jeho dílo známe jen ze svědectví odpůrců. Jeho učení bylo církví odsouzeno. Navázalo na něj hnutí tzv. amalrikánů.
Ottův slovník naučný o něm uváděl: "Narozen v okolí Chartresu, vynikal již záhy dialektickým ostrovtipem a přednášel v Paříži před velice četným posluchačstvem až do té doby, kdy jej biskupský kancléř obžaloval z bludařství; Amalrik odebral se do Říma k Innocentovi III., byl však od něho r. 1204 odsouzen a později přinucen odvolati. Amalrik uchýlil se do kláštera, kde již r. 1209 zemřel. Pantheistické učení jeho vyjádřiti lze jeho větami: Bůh jest vše, essence všech věcí; každý křesťan musí věřiti, že jest údem těla Kristova, bez kteréhož článku víry nikdo nemůže býti spasen. Zásady ty jsou ryze pantheistické a čerpal je Amalrik hlavně z Eriugeny, ačkoli patrně ani spisy Aristotelovy, Avicebronův »Fons vitae« a snad i platonismus Bernarda z Chartres na něho nezůstaly bez vlivu. Nauka Amalrikova byla na synodě pařížské r. 1209 odsouzena,

Amalrik sám byl vyobcován z církve, kosti jeho vyzdviženy a spáleny. Zároveň stiženi těžkými tresty církevními stoupenci Amalrikovi, zvaní Amalrikány. Bylo jich několik v diécési pařížské, z nichž upáleno bylo 10 a 4 doživotně uvězněni."
Svými názory Amalrik ovlivnil další panteistické myslitele, zejména Davida z Dinantu. Amalrikovo učení dále rozvíjela radikální sekta amalrikánů, bratří a sester „Svatého ducha". Dle svědectví Gersona Amalrik a amalrikáni hlásali, že Bůh je podstatou všech věcí. „V lásce ustává přirozenost lidská býti stvořením a stává se jednem s Bohem, splývajíc s ním v jedno jsoucno. Vývoj světový stopoval jako vývoj božských osob. Nejprve vládl Bůh-otec v době zákona, pak Bůh-syn v dob víry, a nyní nastává vláda Ducha svatého v době vědění, osvícení rozumového, pochopení světa a totožnosti jeho s Bohem. Je prý možno již spatřiti ty, kdo Duchem svatým jsou osvíceni; u nich věda nastoupila místo víry..." Duch svatý se usídlil v člověku a člověk se tak stal součástí božstva. Nejsou tedy potřebné svátosti, kněžství, církev. Duchem svatým je duch lidský.
Protože spisy Amalrikovy se nezachovaly, je těžké přesně rozlišit, co z uvedených názorů hlásal on sám a co je dílem jeho pozdějších následovníků, amalrikánů.